# Parc del Gran Sol
El Parc del Gran Sol és un parc situat al barri de Sant Joan de Llefià de Badalona. Té 1,80 ha i està delimitat per l'avinguda Doctor Bassols, el carrer Àsia, Juan Valera i l'avinguda Àfrica, amb accessos en tots els carrers perimetrals. Fou inaugurat el 1985 i es tracta d'un parc urbà d'ús veïnal ubicat dintre d'un sector d'habitatges d'alta densitat.

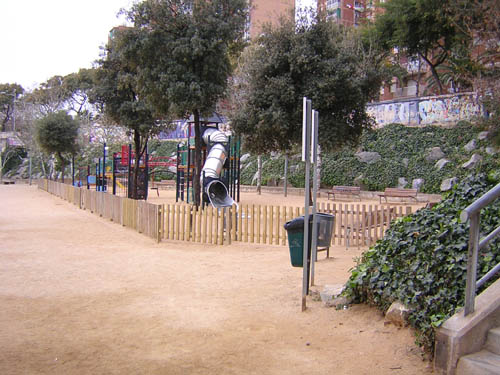
Parc infantil

De vegetació senzilla bàsicament arbòria i arbustiva. S'hi troben pins, pollancres, sòfores, alzines i xiprers. A tocar del carrer Àsia hi ha un passeig pavimentat amb plàtans i palmeres. És un parc aterrassat, amb camins de sauló.
Fou concebut com un espai multidisciplinari. Compta amb zones de jocs infantils i una altra de petanca. També disposa d'un amfiteatre que permet acollir festes populars, mítings i celebracions de caràcter lúdic. Amb tot, no està adaptat en acessos per a gent amb discapacitat.

## Transports
El parc es troba molt a prop de l'estació La Salut de TMB, i a més hi ha una sèrie d'autobusos operats per TUSGSAL que tenen parada en els seus contorns.
- B3 (Badalona Les Guixeres - Badalona Llefià)[1]
- B4 (Badalona Mas Ram - Badalona Montigalà)[1]
- B5 (Badalona Estació Rodalies - Sta. Coloma H. Esperit Sant)[3]
- B23 (Badalona Av. Itàlia - Barcelona Bon Pastor)[1]
- B24 (Badalona H. Can Ruti - Barcelona Rda. St. Pere)[1]
- N2 (L'Hospitalet de Llobregat Av. Carrilet - Badalona Via Augusta)[1]